# 제23회 가치봄영화제
제23회 가치봄영화제는 2022년 11월 17일에 열린 시상식이다.

## 수상 및 후보

### 대상
- 미선 - 양예찬 수상

### 우수상
- 바다로 간 물고기 - 윤다영 수상

### 인권상
- 코끼리 뒷다리 더듬기 - 김남석 수상

### 신인감독상
- 당신이 내리는 밤 - 양경희 수상

### 관객상
- 선물 - 전찬우 수상
- 우리는 같은 무대에 있다 - 최종원 수상

### PDFF 경선
- 수화통역사 - 정서원
- 선물 - 전찬우
- 깜빡깜빡 - 임다슬
- 코끼리 뒷다리 더듬기 - 김남석
- 지루박 - 서시온
- 가짜 팔로 하는 포옹 - 전영규
- 일기를 말하다 - 서차령
- 당신이 내리는 밤 - 양경희
- 하이라이트 - 김영석
- 귀가 - 유현진
- 부탄가스 - 김혜린
- 바다로 간 물고기 - 윤다영
- 꿈의나라 - 정재훈
- 네버 네버 랜드 - 허정재
- 미선 - 양예찬
- 동행 : 10년의 발걸음 - 이재호

### 장애인미디어운동
- 우리는 같은 무대에 있다 - 최종원
- 생일선물 - 정재익 외 1명
- 마음의 강물 - 배용진
- 마도로스 - 박명훈
- 누구나 - 안동환
- 장애로운 자립생활 - 이재현

### 한국영화초청
- 들을 수 없어도 - 장재원
- 느린 걸음 - 김해빈
- 윤슬 - 권순모
- 영미 사진관 - 김동찬

### 사전제작 지원
- 블루 - 장건희